# Velká cena Aragonu silničních motocyklů 2024
Velká cena Aragonu (oficiálně Gran Premio GoPro de Aragón) byla dvanáctým závodním víkendem mistrovství světa silničních motocyklů 2024. Konala se 30. srpna - 1. září na okruhu MotorLand Aragón.

## Okruh
| MotorLand Aragón | MotorLand Aragón |
| ---------------- | ---------------- |
|                  |                  |
| Délka            | 5.078 km         |
| Počet zatáček    | 16               |

## Časový harmonogram
| Datum     | Třída  | Aktivita        | Start           |
| --------- | ------ | --------------- | --------------- |
| 30. srpna | Moto3  | Volný trénink   | 9.00 (35 min.)  |
| 30. srpna | Moto2  | Volný trénink   | 9:50 (40 min.)  |
| 30. srpna | MotoGP | Volný trénink 1 | 10:45 (45 min.) |
| 30. srpna | Moto3  | Trénink 1       | 13:15 (50 min.) |
| 30. srpna | Moto2  | Trénink 1       | 14:05 (40 min.) |
| 30. srpna | MotoGP | Trénink         | 15:00 (60 min.) |
| 31. srpna | Moto3  | Trénink 2       | 8:40 (30 min.)  |
| 31. srpna | Moto2  | Trénink 2       | 9:25 (30 min.)  |
| 31. srpna | MotoGP | Volný trénink 2 | 10:10 (55 min.) |
| 31. srpna | MotoGP | Kvalifikace 1   | 10:50 (15 min.) |
| 31. srpna | MotoGP | Kvalifikace 2   | 11:15 (15 min.) |
| 31. srpna | Moto3  | Kvalifikace 1   | 12:50 (15 min.) |
| 31. srpna | Moto3  | Kvalifikace 2   | 13:15 (15 min.) |
| 31. srpna | Moto2  | Kvalifikace 1   | 13:45 (15 min.) |
| 31. srpna | Moto2  | Kvalifikace 2   | 14:10 (15 min.) |
| 31. srpna | MotoGP | Sprint          | 15:00 (11 kol)  |
| 1. září   | MotoGP | Warm Up         | 9:40 (10 min.)  |
| 1. září   | Moto3  | Závod           | 11:00 (17 kol)  |
| 1. září   | Moto2  | Závod           | 12:15 (19 kol)  |
| 1. září   | MotoGP | Závod           | 14:00 (23 kol)  |
| Zdroj:    |        |                 |                 |

## Startovní listina

### Změny

#### Moto2
Daniel Muñoz a Jorge Navarro jeli na divokou kartu.

#### Moto3
Na divokou kartu jel indonéský jezdec Fadillah Arbi Aditama.
| #      | Jezdec                  | Tým                               | Motocykl                |
| MotoGP | MotoGP                  | MotoGP                            | MotoGP                  |
| ------ | ----------------------- | --------------------------------- | ----------------------- |
| 1      | Francesco Bagnaia       | Ducati Lenovo Team                | Ducati Desmosedici GP24 |
| 5      | Johann Zarco            | Castrol Honda LCR                 | Honda RC213V            |
| 10     | Luca Marini             | Repsol Honda Team                 | Honda RC213V            |
| 12     | Maverick Viñales        | Aprilia Racing                    | Aprilia RS-GP24         |
| 20     | Fabio Quartararo        | Monster Energy Yamaha MotoGP Team | Yamaha YZR-M1           |
| 21     | Franco Morbidelli       | Prima Pramac Racing               | Ducati Desmosedici GP24 |
| 23     | Enea Bastianini         | Ducati Lenovo Team                | Ducati Desmosedici GP24 |
| 25     | Raúl Fernández          | Trackhouse Racing                 | Aprilia RS-GP23         |
| 30     | Takaaki Nakagami        | Castrol Honda LCR                 | Honda RC213V            |
| 31     | Pedro Acosta            | Red Bull GasGas Tech3             | KTM RC16                |
| 33     | Brad Binder             | Red Bull KTM Factory Racing       | KTM RC16                |
| 36     | Joan Mir                | Repsol Honda Team                 | Honda RC213V            |
| 37     | Augusto Fernández       | Red Bull GasGas Tech3             | KTM RC16                |
| 41     | Aleix Espargaró         | Aprilia Racing                    | Aprilia RS-GP24         |
| 42     | Álex Rins               | Monster Energy Yamaha MotoGP Team | Yamaha YZR-M1           |
| 43     | Jack Miller             | Red Bull KTM Factory Racing       | KTM RC16                |
| 49     | Fabio Di Giannantonio   | Pertamina Enduro VR46 Racing Team | Ducati Desmosedici GP23 |
| 72     | Marco Bezzecchi         | Pertamina Enduro VR46 Racing Team | Ducati Desmosedici GP23 |
| 73     | Álex Márquez            | Gresini Racing MotoGP             | Ducati Desmosedici GP23 |
| 88     | Miguel Oliveira         | Trackhouse Racing                 | Aprilia RS-GP24         |
| 89     | Jorge Martín            | Prima Pramac Racing               | Ducati Desmosedici GP24 |
| 93     | Marc Márquez            | Gresini Racing MotoGP             | Ducati Desmosedici GP23 |
| Moto2  |                         |                                   |                         |
| #      | Jezdec                  | Tým                               | Motocykl                |
| 3      | Sergio García           | MT Helmets - MSi                  | Boscoscuro B-24         |
| 5      | Jaume Masià             | Preicanos Racing Team             | Kalex Moto2             |
| 7      | Barry Baltus            | RW-Idrofoglia Racing GP           | Kalex Moto2             |
| 9      | Jorge Navarro           | Klint Forward Factory Team        | Forward F2              |
| 10     | Diogo Moreira           | Italtrans Racing Team             | Kalex Moto2             |
| 11     | Álex Escrig             | Klint Forward Factory Team        | Forward F2              |
| 12     | Filip Salač             | Elf Marc VDS Racing Team          | Kalex Moto2             |
| 13     | Celestino Vietti        | Red Bull KTM Ajo                  | Kalex Moto2             |
| 14     | Tony Arbolino           | Elf Marc VDS Racing Team          | Kalex Moto2             |
| 15     | Darryn Binder           | Liqui Moly Husqvarna Intact GP    | Kalex Moto2             |
| 16     | Joe Roberts             | OnlyFans American Racing Team     | Kalex Moto2             |
| 17     | Daniel Muñoz            | Preicanos Racing Team             | Kalex Moto2             |
| 18     | Manuel González         | QJmotor Gresini Moto2             | Kalex Moto2             |
| 20     | Xavi Cardelús           | Fantic Racing                     | Kalex Moto2             |
| 21     | Alonso López            | Speed Up Racing                   | Boscoscuro B-24         |
| 22     | Ayumu Sasaki            | Yamaha VR46 Master Camp Team      | Kalex Moto2             |
| 24     | Marcos Ramírez          | OnlyFans American Racing Team     | Kalex Moto2             |
| 28     | Izan Guevara            | CFMoto Aspar Team                 | Kalex Moto2             |
| 34     | Mario Aji               | Idemitsu Honda Team Asia          | Kalex Moto2             |
| 35     | Somkiat Chantra         | Idemitsu Honda Team Asia          | Kalex Moto2             |
| 43     | Xavier Artigas          | Klint Forward Factory Team        | Forward F2              |
| 44     | Arón Canet              | Fantic Racing                     | Kalex Moto2             |
| 52     | Jeremy Alcoba           | Yamaha VR46 Master Camp Team      | Kalex Moto2             |
| 53     | Deniz Öncü              | Red Bull KTM Ajo                  | Kalex Moto2             |
| 54     | Fermín Aldeguer         | Speed Up Racing                   | Boscoscuro B-24         |
| 64     | Bo Bendsneyder          | Preicanos Racing Team             | Kalex Moto2             |
| 71     | Dennis Foggia           | Italtrans Racing Team             | Kalex Moto2             |
| 75     | Albert Arenas           | QJmotor Gresini Moto2             | Kalex Moto2             |
| 79     | Ai Ogura                | MT Helmets - MSi                  | Boscoscuro B-24         |
| 81     | Senna Agius             | Liqui Moly Husqvarna Intact GP    | Kalex Moto2             |
| 84     | Zonta van den Goorbergh | RW-Idrofoglia Racing GP           | Kalex Moto2             |
| 96     | Jake Dixon              | CFMoto Aspar Team                 | Kalex Moto2             |
| Moto3  |                         |                                   |                         |
| #      | Jezdec                  | Tým                               | Motocykl                |
| 5      | Tatchakorn Buasri       | Honda Team Asia                   | Honda NSF250RW          |
| 6      | Ryusei Yamanaka         | MT Helmets -MSi                   | KTM RC250GP             |
| 7      | Filippo Farioli         | Sic58 Squadra Corse               | Honda NSF250RW          |
| 10     | Nicola Carraro          | LevelUp - MTA                     | KTM RC250GP             |
| 12     | Jacob Roulstone         | Red Bull GasGas Tech3             | Gas Gas RC250GP         |
| 18     | Matteo Bertelle         | Rivacold Snipers Team             | Honda NSF250RW          |
| 19     | Scott Ogden             | MLav Racing                       | Honda NSF250RW          |
| 21     | Vicente Pérez           | Red Bull KTM Ajo                  | KTM RC250GP             |
| 22     | David Almansa           | Rivacold Snipers Team             | Honda NSF250RW          |
| 24     | Tatsuki Suzuki          | Liqui Moly Husqvarna Intact GP    | Husqvarna FR250GP       |
| 31     | Adrián Fernández        | Leopard Racing                    | Honda NSF250RW          |
| 36     | Ángel Piqueras          | Leopard Racing                    | Honda NSF250RW          |
| 48     | Iván Ortolá             | MT Helmets - MSi                  | KTM RC250GP             |
| 54     | Riccardo Rossi          | CIP Green Power                   | KTM RC250GP             |
| 55     | Noah Dettwiler          | CIP Green Power                   | KTM RC250GP             |
| 58     | Luca Lunetta            | Sic58 Squadra Corse               | Honda NSF250RW          |
| 64     | David Muñoz             | Boé Motorsports                   | KTM RC250GP             |
| 66     | Joel Kelso              | Boé Motorsports                   | KTM RC250GP             |
| 72     | Taiyo Furusato          | Honda Team Asia                   | Honda NSF250RW          |
| 78     | Joel Esteban            | CFMoto Aspar Team                 | CFMoto Moto3            |
| 80     | David Alonso            | CFMoto Aspar Team                 | CFMoto Moto3            |
| 82     | Stefano Nepa            | LevelUp - MTA                     | KTM RC250GP             |
| 85     | Xabi Zurutuza           | Red Bull KTM Ajo                  | KTM RC250GP             |
| 93     | Fadillah Arbi Aditama   | Honda Team Asia                   | Honda NSF250RW          |
| 95     | Collin Veijer           | Liqui Moly Husqvarna Intact GP    | Husqvarna FR250GP       |
| 96     | Daniel Holgado          | Red Bull Gas Gas Tech3            | Gas Gas RC250GP         |
| 99     | José Antonio Rueda      | Red Bull KTM Ajo                  | KTM RC250GP             |

## MotoGP

### Kvalifikace
| *                                                      | *                                                 | *                                                  |
| _______1_______ Marc Márquez Ducati 1:46.766           |                                                   |                                                    |
|                                                        | _______2_______ Pedro Acosta KTM 1:47.606         |                                                    |
|                                                        |                                                   | _______3_______ Francesco Bagnaia Ducati 1:47.608  |
| _______4_______ Jorge Martín Ducati 1:47.642           |                                                   |                                                    |
|                                                        | _______5_______ Álex Márquez Ducati 1:47.807      |                                                    |
|                                                        |                                                   | _______6_______ Franco Morbidelli Ducati 1:48.114  |
| _______7_______ Brad Binder KTM 1:48.492               |                                                   |                                                    |
|                                                        | _______8_______ Miguel Oliveira Aprilia 1:48.550  |                                                    |
|                                                        |                                                   | _______9_______ Raúl Fernández Aprilia 1:48.923    |
| _______10_______ Johann Zarco Honda 1:49.080           |                                                   |                                                    |
|                                                        | _______11_______ Aleix Espargaró Aprilia 1:49.707 |                                                    |
|                                                        |                                                   | _______12_______ Maverick Viñales Aprilia 1:50.526 |
| _______13_______ Marco Bezzecchi Ducati 1:48.086       |                                                   |                                                    |
|                                                        | _______14_______ Enea Bastianini Ducati 1:48.542  |                                                    |
|                                                        |                                                   | _______15_______ Jack Miller KTM 1:48.649          |
| _______16_______ Fabio Di Giannantonio Ducati 1:48.687 |                                                   |                                                    |
|                                                        | _______17_______ Fabio Quartararo Yamaha 1:48.775 |                                                    |
|                                                        |                                                   | _______18_______ Takaaki Nakagami Honda 1:49.081   |
| _______19_______ Augusto Fernández KTM 1:49.238        |                                                   |                                                    |
|                                                        | _______20_______ Luca Marini Honda 1:49.802       |                                                    |
|                                                        |                                                   | _______21_______ Álex Rins Yamaha 1:49.872         |
| _______22_______ Joan Mir Honda 1:50.120               |                                                   |                                                    |
| ------------------------------------------------------ | ------------------------------------------------- | -------------------------------------------------- |

Zdroj

### Sprint
| Pozice | Jezdec                | Motocykl | Kola | Čas                       | Body |
| ------ | --------------------- | -------- | ---- | ------------------------- | ---- |
| 1      | Marc Márquez          | Ducati   | 11   | 19:50.034                 | 12   |
| 2      | Jorge Martín          | Ducati   | 11   | +2.961                    | 9    |
| 3      | Pedro Acosta          | KTM      | 11   | +6.694                    | 7    |
| 4      | Álex Márquez          | Ducati   | 11   | +9.950                    | 6    |
| 5      | Miguel Oliveira       | Aprilia  | 11   | +11.749                   | 5    |
| 6      | Brad Binder           | KTM      | 11   | +14.144                   | 4    |
| 7      | Enea Bastianini       | Ducati   | 11   | +14.291                   | 3    |
| 8      | Fabio Quartararo      | Yamaha   | 11   | +18.836                   | 2    |
| 9      | Francesco Bagnaia     | Ducati   | 11   | +20.298                   | 1    |
| 10     | Marco Bezzecchi       | Ducati   | 11   | +20.448                   |      |
| 11     | Raúl Fernández        | Aprilia  | 11   | +20.678                   |      |
| 12     | Augusto Fernández     | KTM      | 11   | +21.429                   |      |
| 13     | Jack Miller           | KTM      | 11   | +22.110                   |      |
| 14     | Takaaki Nakagami      | Honda    | 11   | +22.440                   |      |
| 15     | Fabio Di Giannantonio | Ducati   | 11   | +23.468                   |      |
| 16     | Luca Marini           | Honda    | 11   | +26.822                   |      |
| 17     | Álex Rins             | Yamaha   | 11   | +26.910                   |      |
| 18     | Joan Mir              | Honda    | 11   | +31.147                   |      |
| 19     | Maverick Viñales      | Aprilia  | 11   | +37.642                   |      |
| DNF    | Franco Morbidelli     | Ducati   | 4    | Technický problém po pádu |      |
| DNF    | Johann Zarco          | Honda    | 1    | Technický problém po pádu |      |
| DNF    | Aleix Espargaró       | Aprilia  | 0    | Pád                       |      |
| Zdroj  |                       |          |      |                           |      |

### Závod
| Pozice | Jezdec                | Motocykl | Kola | Čas               | Body |
| ------ | --------------------- | -------- | ---- | ----------------- | ---- |
| 1      | Marc Márquez          | Ducati   | 23   | 41:47.082         | 25   |
| 2      | Jorge Martín          | Ducati   | 23   | +4.789            | 20   |
| 3      | Pedro Acosta          | KTM      | 23   | +14.904           | 16   |
| 4      | Brad Binder           | KTM      | 23   | +16.459           | 13   |
| 5      | Enea Bastianini       | Ducati   | 23   | +18.776           | 11   |
| 6      | Franco Morbidelli     | Ducati   | 23   | +20.549           | 10   |
| 7      | Marco Bezzecchi       | Ducati   | 23   | +24.759           | 9    |
| 8      | Fabio Di Giannantonio | Ducati   | 23   | +37.159           | 8    |
| 9      | Álex Rins             | Yamaha   | 23   | +39.420           | 7    |
| 10     | Aleix Espargaró       | Aprilia  | 23   | +40.602           | 6    |
| 11     | Takaaki Nakagami      | Honda    | 23   | +41.782           | 5    |
| 12     | Augusto Fernández     | KTM      | 23   | +42.083           | 4    |
| 13     | Johann Zarco          | Honda    | 23   | +43.264           | 3    |
| 14     | Joan Mir              | Honda    | 23   | +49.735           | 2    |
| 15     | Jack Miller           | KTM      | 23   | +55.966           | 1    |
| 16     | Raúl Fernández        | Aprilia  | 23   | +1:13.322         |      |
| 17     | Luca Marini           | Honda    | 23   | +1:52.386         |      |
| DNF    | Álex Márquez          | Ducati   | 17   | Pád               |      |
| DNF    | Francesco Bagnaia     | Ducati   | 17   | Pád               |      |
| DNF    | Maverick Viñales      | Aprilia  | 10   | Technický problém |      |
| DNF    | Fabio Quartararo      | Yamaha   | 5    | Pád               |      |
| DNF    | Miguel Oliveira       | Aprilia  | 0    | Pád               |      |
| Zdroj  |                       |          |      |                   |      |

### Stav mistrovství po závodě
| 1 | Jorge Martín      | 299 | 1 | Ducati  | 426 | 1 | Ducati Lenovo Team                | 504 |
| 2 | Francesco Bagnaia | 276 | 2 | Aprilia | 219 | 2 | Prima Pramac Racing               | 382 |
| 3 | Marc Márquez      | 229 | 3 | KTM     | 217 | 3 | Gresini Racing MotoGP             | 333 |
| 4 | Enea Bastianini   | 228 | 4 | Yamaha  | 62  | 4 | Aprilia Racing                    | 258 |
| 5 | Pedro Acosta      | 148 | 5 | Honda   | 33  | 5 | Pertamina Enduro VR46 Racing Team | 194 |

## Moto2

### Kvalifikace
| *                                                  | *                                                       | *                                                |
| _______1_______ Jake Sixon Kalex 1:51.636          |                                                         |                                                  |
|                                                    | _______2_______ Diogo Moreira Kalex 1:51.770            |                                                  |
|                                                    |                                                         | _______3_______ Arón Canet Kalex 1:51.784        |
| _______4_______ Deniz Öncü Kalex 1:51.923          |                                                         |                                                  |
|                                                    | _______5_______ Tony Arbolino Kalex 1:51.938            |                                                  |
|                                                    |                                                         | _______6_______ Alonso López Boscoscuro 1:51.968 |
| _______7_______ Joe Roberts Kalex 1:52.044         |                                                         |                                                  |
|                                                    | _______8_______ Celestino Vietti Kalex 1:52.111         |                                                  |
|                                                    |                                                         | _______9_______ Albert Arenas Kalex 1:51.965     |
| _______10_______ Manuel González Kalex 1:52.141    |                                                         |                                                  |
|                                                    | _______11_______ Fermín Aldeguer Boscoscuro 1:52.358    |                                                  |
|                                                    |                                                         | _______12_______ Marcos Ramírez Kalex 1:52.374   |
| _______13_______ Bo Bendsneyder Kalex 1:52.750     |                                                         |                                                  |
|                                                    | _______14_______ Somkiat Chantra Kalex 1:52.778         |                                                  |
|                                                    |                                                         | _______15_______ Izan Guevara Kalex 1:52.887     |
| _______16_______ Ai Ogura Boscoscuro 1:53.011      |                                                         |                                                  |
|                                                    | _______17_______ Zonta van den Goorbergh Kalex 1:53.548 |                                                  |
|                                                    |                                                         | _______18_______ Ayumu Sasaki Kalex 1:53.007     |
| _______19_______ Darryn Binder Kalex 1:53.090      |                                                         |                                                  |
|                                                    | _______20_______ Filip Salač Kalex 1:53.506             |                                                  |
|                                                    |                                                         | _______21_______ Mario Aji Kalex 1:53.223        |
| _______22_______ Barry Baltus Kalex 1:53.348       |                                                         |                                                  |
|                                                    | _______23_______ Jaume Masià Kalex 1:53.349             |                                                  |
|                                                    |                                                         | _______24_______ Senna Agius Kalex 1:53.558      |
| _______25_______ Jeremy Alcoba Kalex 1:53.759      |                                                         |                                                  |
|                                                    | _______26_______ Xavi Cardelús Kalex 1:53.887           |                                                  |
|                                                    |                                                         | _______27_______ Daniel Muñoz Kalex 1:53.911     |
| _______28_______ Sergio García Boscoscuro 1:54.611 |                                                         |                                                  |
|                                                    | _______29_______ Dennis Foggia Kalex 1:53.818           |                                                  |
|                                                    |                                                         | _______30_______ Xavier Artigas Forward 1:55.361 |
| _______31_______ Jorge Navarro Forward 1:52.367    |                                                         |                                                  |
|                                                    | _______32_______ Álex Escrig Forward 1:57.418           |                                                  |
| -------------------------------------------------- | ------------------------------------------------------- | ------------------------------------------------ |

Zdroj:

### Závod
| Pozice | Jezdec                  | Motocykl   | Kola | Čas               | Body |
| ------ | ----------------------- | ---------- | ---- | ----------------- | ---- |
| 1      | Jake Dixon              | Kalex      | 19   | 35:54.402         | 25   |
| 2      | Tony Arbolino           | Kalex      | 19   | +1.779            | 20   |
| 3      | Deniz Öncü              | Kalex      | 19   | +5.479            | 16   |
| 4      | Alonso López            | Boscoscuro | 19   | +9.190            | 13   |
| 5      | Manuel González         | Kalex      | 19   | +11.098           | 11   |
| 6      | Somkiat Chantra         | Kalex      | 19   | +13.060           | 10   |
| 7      | Marcos Ramírez          | Kalex      | 19   | +16.494           | 9    |
| 8      | Ai Ogura                | Boscoscuro | 19   | +18.672           | 8    |
| 9      | Darryn Binder           | Kalex      | 19   | +19.757           | 7    |
| 10     | Celestino Vietti        | Kalex      | 19   | +21.301           | 6    |
| 11     | Filip Salač             | Kalex      | 19   | +24.737           | 5    |
| 12     | Ayumu Sasaki            | Kalex      | 19   | +25.415           | 4    |
| 13     | Barry Baltus            | Kalex      | 19   | +27.794           | 3    |
| 14     | Zonta van den Goorbergh | Kalex      | 19   | +28.493           | 2    |
| 15     | Mario Aji               | Kalex      | 19   | +29.684           | 1    |
| 16     | Senna Agius             | Kalex      | 19   | +30.080           |      |
| 17     | Diogo Moreira           | Kalex      | 19   | +31.228           |      |
| 18     | Albert Arenas           | Kalex      | 19   | +31.418           |      |
| 19     | Jaume Masià             | Kalex      | 19   | +37.598           |      |
| 20     | Daniel Muñoz            | Kalex      | 19   | +37.769           |      |
| 21     | Jeremy Alcoba           | Kalex      | 19   | +43.801           |      |
| 22     | Xavi Cardelús           | Kalex      | 19   | +44.311           |      |
| 23     | Jorge Navarro           | Forward    | 19   | +1.02.601         |      |
| 24     | Álex Escrig             | Forward    | 19   | +1.16.416         |      |
| DNF    | Joe Roberts             | Kalex      | 18   | Pád               |      |
| DNF    | Dennis Foggia           | Kalex      | 13   | Technický problém |      |
| DNF    | Sergio García           | Boscoscuro | 11   | Vzdal             |      |
| DNF    | Fermín Aldeguer         | Boscoscuro | 6    | Pád               |      |
| DNF    | Arón Canet              | Kalex      | 0    | Pád               |      |
| DNF    | Bo Bendsneyder          | Kalex      | 0    | Pád               |      |
| DNF    | Xavier Artigas          | Forward    | 0    | Technický problém |      |
| DNF    | Izan Guevara            | Kalex      | 0    | Pád               |      |
| Zdroj  |                         |            |      |                   |      |

### Stav mistrovství po závodě
| 1 | Sergio García | 162 | 1 | Boscoscuro                  | 250 | 1 | MT Helmets – MSi              | 312 |
| 2 | Ai Ogura      | 150 | 2 | Kalex                       | 247 | 2 | MB Conveyors Speed Up         | 245 |
| 3 | Alonso López  | 133 | 3 | Forward                     | 6   | 3 | OnlyFans American Racing Team | 194 |
| 4 | Joe Roberts   | 130 |   |                             |     | 4 | QJmotor Gresini Moto2         | 158 |
| 5 | Jake Dixon    | 112 | 5 | CFMoto Polarcube Aspar Team | 144 |   |                               |     |

## Moto3

### Kvalifikace
| *                                                     | *                                                | *                                                 |
| _______1_______ David Alonso CFMoto 1:58.059          |                                                  |                                                   |
|                                                       | _______2_______ José Antonio Rueda KTM 1:58.492  |                                                   |
|                                                       |                                                  | _______3_______ David Muñoz KTM 1:59.064          |
| _______4_______ Ángel Piqueras Honda 1:59.090         |                                                  |                                                   |
|                                                       | _______5_______ Joel Kelso KTM 1:59.099          |                                                   |
|                                                       |                                                  | _______6_______ Luca Lunetta Honda 1:59.308       |
| _______7_______ Daniel Holgado Gas Gas 1:59.414       |                                                  |                                                   |
|                                                       | _______8_______ Matteo Bertelle Honda 1:59.463   |                                                   |
|                                                       |                                                  | _______9_______ Collin Veijer Husqvarna 1:59.717  |
| _______10_______ Iván Ortolá KTM 1:59.755             |                                                  |                                                   |
|                                                       | _______11_______ Stefano Nepa KTM 2:00.053       |                                                   |
|                                                       |                                                  | _______12_______ Scott Ogden Honda 2:00.058       |
| _______13_______ Joel Esteban CFMoto 2:00.239         |                                                  |                                                   |
|                                                       | _______14_______ David Almansa Honda 2:00.249    |                                                   |
|                                                       |                                                  | _______15_______ Taiyo Furusato Honda 2:00.274    |
| _______16_______ Filippo Farioli Honda 2:00.590       |                                                  |                                                   |
|                                                       | _______17_______ Adrián Fernández Honda 2.01.251 |                                                   |
|                                                       |                                                  | _______18_______ Jacob Roulstone Gas Gas 1:58.254 |
| _______19_______ Tatsuki Suzuki Husqvarna 2:02.322    |                                                  |                                                   |
|                                                       | _______20_______ Noah Dettwiler KTM 2:02.550     |                                                   |
|                                                       |                                                  | _______21_______ Xabi Zurutuza KTM 2:03.093       |
| _______22_______ Fadillah Arbi Aditama Honda 2:04.298 |                                                  |                                                   |
|                                                       | _______23_______ Riccardo Rossi KTM 2:04.582     |                                                   |
|                                                       |                                                  | _______24_______ Ryusei Yamanaka KTM 1:58.779     |
| _______25_______ Tatchakorn Buasri Honda 1:59.811     |                                                  |                                                   |
| ----------------------------------------------------- | ------------------------------------------------ | ------------------------------------------------- |

Zdroj:

### Závod
| Pozice | Jezdec                | Motocykl  | Kola | Čas                       | Body |
| ------ | --------------------- | --------- | ---- | ------------------------- | ---- |
| 1      | José Antonio Rueda    | KTM       | 17   | 34:51.635                 | 25   |
| 2      | Collin Veijer         | Husqvarna | 17   | +1.985                    | 20   |
| 3      | Luca Lunetta          | Honda     | 17   | +3.556                    | 16   |
| 4      | David Alonso          | CFMoto    | 17   | +4.942                    | 13   |
| 5      | Joel Kelso            | KTM       | 17   | +8.503                    | 11   |
| 6      | Taiyo Furusato        | Honda     | 17   | +13.628                   | 10   |
| 7      | David Muñoz           | KTM       | 17   | +16.962                   | 9    |
| 8      | Xabi Zurutuza         | KTM       | 17   | +17.029                   | 8    |
| 9      | Daniel Holgado        | Gas Gas   | 17   | +17.165                   | 7    |
| 10     | Matteo Bertelle       | Honda     | 17   | +17.578                   | 6    |
| 11     | Adrián Fernández      | Honda     | 17   | +19.026                   | 5    |
| 12     | Iván Ortolá           | KTM       | 17   | +20.422                   | 4    |
| 13     | Stefano Nepa          | KTM       | 17   | +23.417                   | 3    |
| 14     | Tatsuki Suzuki        | Husqvarna | 17   | +23.532                   | 2    |
| 15     | Joel Esteban          | CFMoto    | 17   | +23.594                   | 1    |
| 16     | Scott Ogden           | Honda     | 17   | +31.150                   |      |
| 17     | Noah Dettwiler        | KTM       | 17   | +37.694                   |      |
| 18     | David Almansa         | Honda     | 17   | +37.799                   |      |
| 19     | Ryusei Yamanaka       | KTM       | 17   | +44.457                   |      |
| 20     | Riccardo Rossi        | KTM       | 17   | +51.534                   |      |
| 21     | Jacob Roulstone       | Gas Gas   | 17   | +51.593                   |      |
| 22     | Fadillah Arbi Aditama | Honda     | 17   | +55.582                   |      |
| DNF    | Tatchakorn Buasri     | Honda     | 7    | Pád                       |      |
| DNF    | Filippo Farioli       | Honda     | 7    | Technický problém         |      |
| DNF    | Ángel Piqueras        | Honda     | 6    | Technický problém po pádu |      |
| Zdroj  |                       |           |      |                           |      |

### Stav mistrovství po závodě
| 1 | David Alonso   | 237 | 1 | CFMoto    | 237 | 1 | CFMoto Valresa Aspar Team      | 279 |
| 2 | Collin Veijer  | 162 | 2 | KTM       | 224 | 2 | MT Helmets – MSi               | 242 |
| 3 | Iván Ortolá    | 157 | 3 | Husqvarna | 179 | 3 | Liqui Moly Husqvarna Intact GP | 212 |
| 4 | Daniel Holgado | 156 | 4 | Gas Gas   | 161 | 4 | Red Bull GasGas Tech3          | 202 |
| 5 | David Muñoz    | 117 | 5 | Honda     | 147 | 5 | Boé Motorsports                | 200 |